# Savili
Savili is een plaats in de provincie Boulkiemdé in Burkina Faso. In 2005 woonden hier 2945 mensen.